# Jiří Novotný (fotbalista)
Jiří Novotný (* 7. dubna 1970, Praha) je bývalý český fotbalový obránce, trenér a bývalý český a ještě také československý reprezentant. Mezi lety 2024 a 2025 působil jako asistent trenéra v klubu SK Dynamo České Budějovice.

## Hráčská kariéra
S fotbalem začínal ve Stochově. Od čtrnácti let hrál za Spartu, kterou opustil pouze na jaře 1999, kdy hostoval ve Slovanu Liberec. Proto se také může pyšnit čtrnácti ligovými tituly, což je český rekord. V únoru 2003 byl uvolněn do ruského prvoligového týmu FK Rubin Kazaň. Po dvou letech se vrátil do Česka, do druholigového Mostu, kterému pomohl k postupu do 1. ligy. Pod trenérem Ščasným si v Mostě téměř nezahrál, a tak v lednu 2007 odešel na půlroční hostování do Blšan. Poslední dvě sezóny své profesionální kariéry odehrál ve slovenském Ružomberku a druholigové Dukle. Profesionální kariéru ukončil v roce 2009.
V nejvyšší československé a české fotbalové lize odehrál 405 zápasů, čímž mu patří 8. místo v historické tabulce hráčů s nejvíce prvoligovými starty. Za Spartu odehrál v první lize celkem 366 zápasů a vstřelil 31 branek, v evropských pohárech odehrál v rudém dresu 83 zápasů a dal 5 gólů, na hostovaní v Liberci odehrál 9 utkání, v ruském Rubinu Kazaň odehrál 46 zápasů a dal 9 branek, v dresu Mostu odehrál 30 zápasů a v dresu slovenského Ružomberku 29 utkání a přispěl třemi brankami.
Na konci kariéry nastupoval v FC Olympie Hradec Králové v okresním přeboru, okres Hradec Králové. Nastupoval s dresem číslo 8 na pozici obránce.

## Trenérská kariéra
Trenérskou kariéru zahájil ve Spartě, kde v roce 2018 působil jako individuální trenér.
Mezi lety 2020 až 2022 dělal asistenta v Rakovníku a následující rok v FK Viktoria Žižkov B.
Od září roku 2024 působí jako asistent v týmu SK Dynamo České Budějovice. Dne 10. ledna 2025 byl s celým realizačním týmem z pozice odvolán.